# شرشم
الشرشم هو طبق تقليدي من وهران معروف بالجزائر يقدم في المناسبات مثل رأس السنة، يتكون الطبق من قمح غير مطحون وحمص وفول مجفف. بعد أن تبيت المكونات طيلة ليلة كاملة في الماء، تسلق لمدة معينة حتى ينضج.تقديم الشرشم للجيران والأقارب هي عادة جزائرية. وفي بعض الأحيان يقدم بمناسبة الفرح بظهور أول أسنان للرضيع الصغير.